# Abune Petros
Petros (ur. 1892 jako Hajle Marjam, zm. 29 lipca 1936) – duchowny Etiopskiego Kościoła Ortodoksyjnego.
Cesarz Etiopii Haile Selassie I wybrał go swojego osobistego spowiednika. W 1929 został biskupem (abuną). Został rozstrzelany przez włoskie władze okupacyjne.